# Salsola littoralis
Salsola littoralis là loài thực vật có hoa thuộc họ Dền. Loài này được Moq. miêu tả khoa học đầu tiên năm 1849.